# Estadio Krestovski
El Estadio Krestovski (en ruso: Стадион «Крестовский»), llamado también Zenit Arena (Зенит Арена) o Gazprom Arena (Газпром Арена) por razones de patrocinio, es un estadio de fútbol ubicado en la ciudad de San Petersburgo, Rusia. Es el estadio local del FC Zenit San Petersburgo y una de las sedes de la Copa FIFA Confederaciones 2017, de la Copa Mundial de Fútbol de 2018 y de la Eurocopa 2020.
El estadio fue construido en la Isla Krestovsky (de la que debe su nombre), lugar en el cual se encontraba el antiguo Estadio S.M. Kirov, demolido en 2006 y primer estadio del Zenit, por lo que el club regresará a su sitio original 27 años después. Con un gasto de más de mil millones de dólares y después de que Gazprom se negase a invertir más dinero en el proyecto, el estadio es el más caro del mundo en el momento de su inauguración.

## Nombre
En un primer momento el nombre temporal del recinto fue «Estadio de fútbol en la parte occidental de la isla Krestovsky» (del ruso: Футбо́льный стадио́н в за́падной ча́сти Кресто́вского о́строва), ya que todavía no había sido elegido el nombre oficial. El complejo deportivo también se le conoce, simplemente, como «Estadio Zenit» y «Gazprom-Arena», ya que se asumió que el Zenit San Petersburgo de fútbol sería el principal club que utilizaría el estadio y su principal patrocinador era la compañía Gazprom, empresa que posee la mayoría de las acciones del Zenit y que comenzó inyectando fondos en la obra, pero que, al final, se financió a través del presupuesto de la ciudad.
En julio de 2009, el presidente del Zenit, Alexander Dyukov, anunció en una reunión que las empresas comerciales que quisieran tener su nombre inscrito en el nombre del estadio deberían presentar su oferta. Sin embargo, en febrero de 2010 la Asamblea Legislativa señaló que la decisión final sobre el nombre del estadio se hará de forma prescrita por el Gobierno de San Petersburgo en el momento de la finalización y puesta en marcha del estadio.
Finalmente, y tras haber sido conocido desde su construcción con los nombres temporales de «Gazprom Arena» (Газпро́м Аре́на) o «Piter Arena» (Питер Арена), el 8 de octubre de 2016 la FIFA aprobó el nombre definitivo del estadio como «Krestovski», nombre que debe por estar ubicado en la Isla Krestovsky.

## Historia

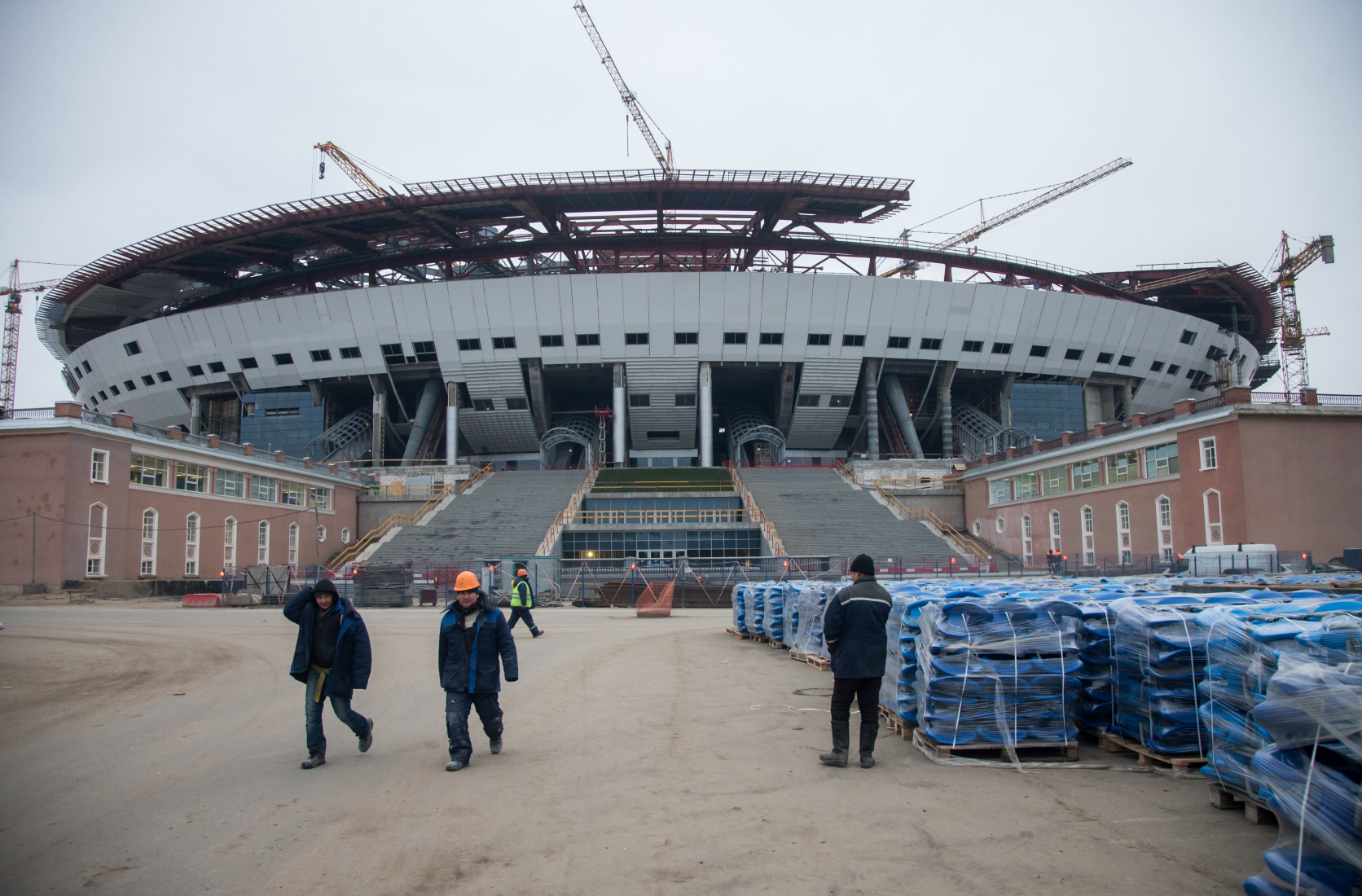
El estadio durante su construcción (diciembre de 2014).

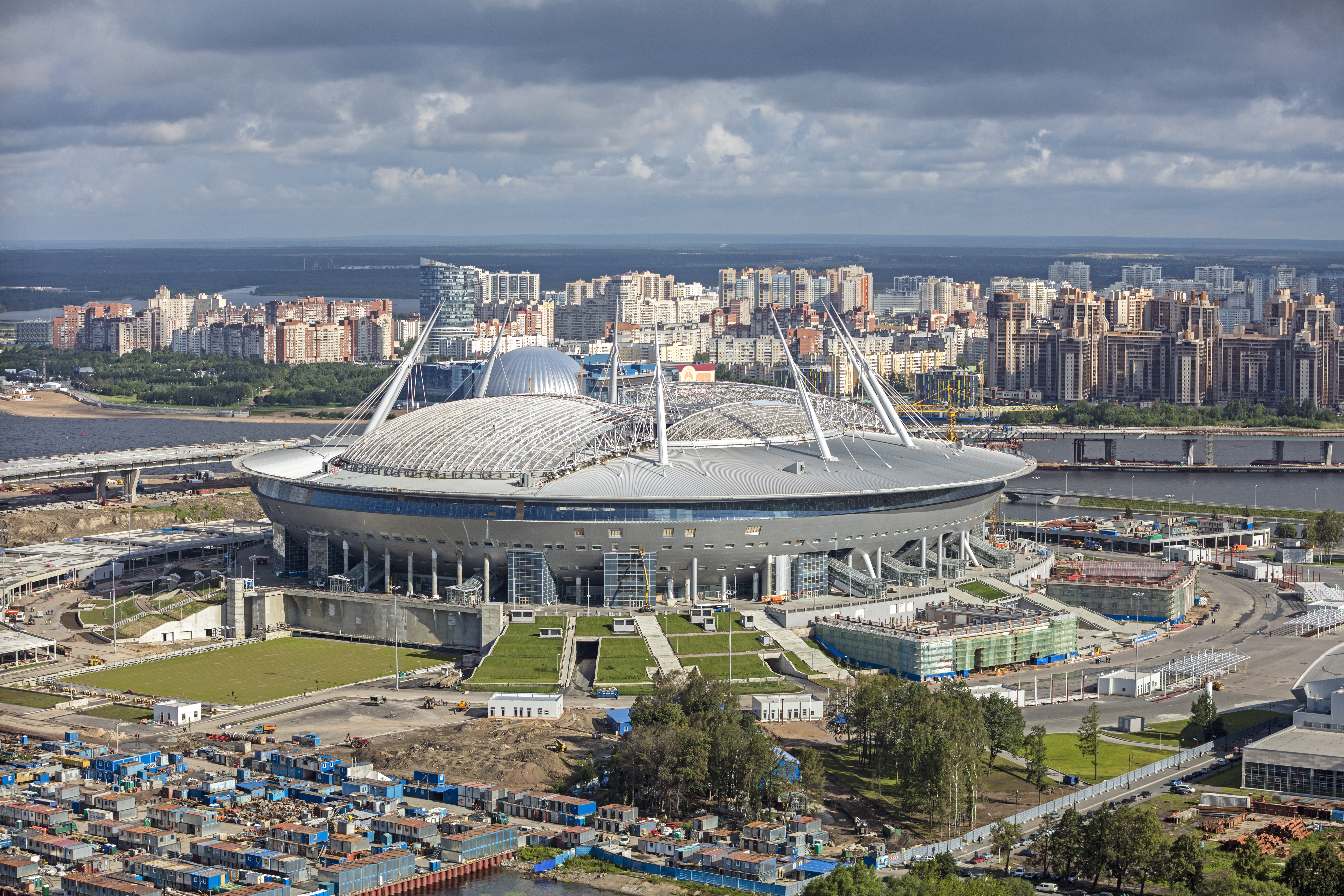
El estadio en 2016.

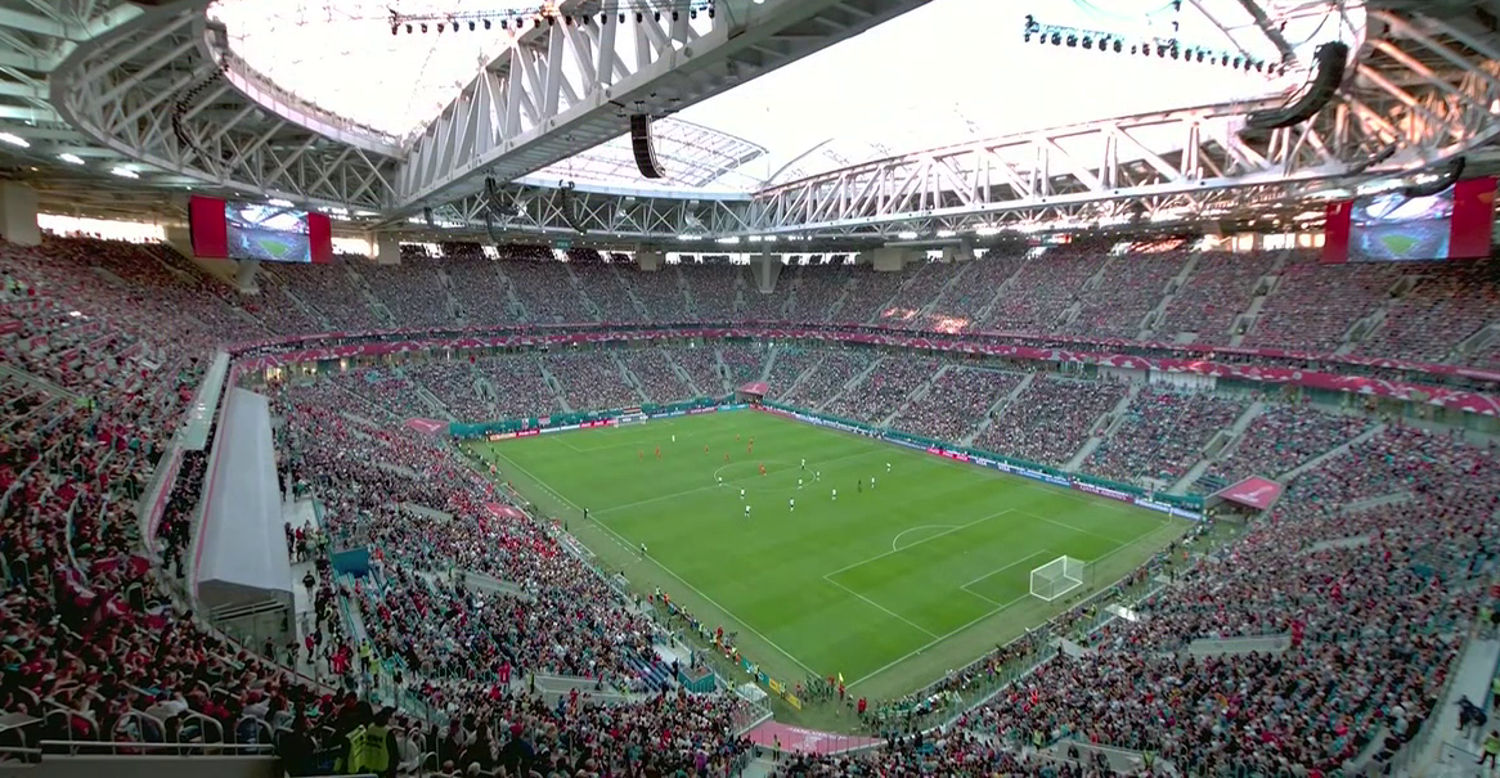
Final de la Copa Confederaciones 2017 en el estadio Krestovski.

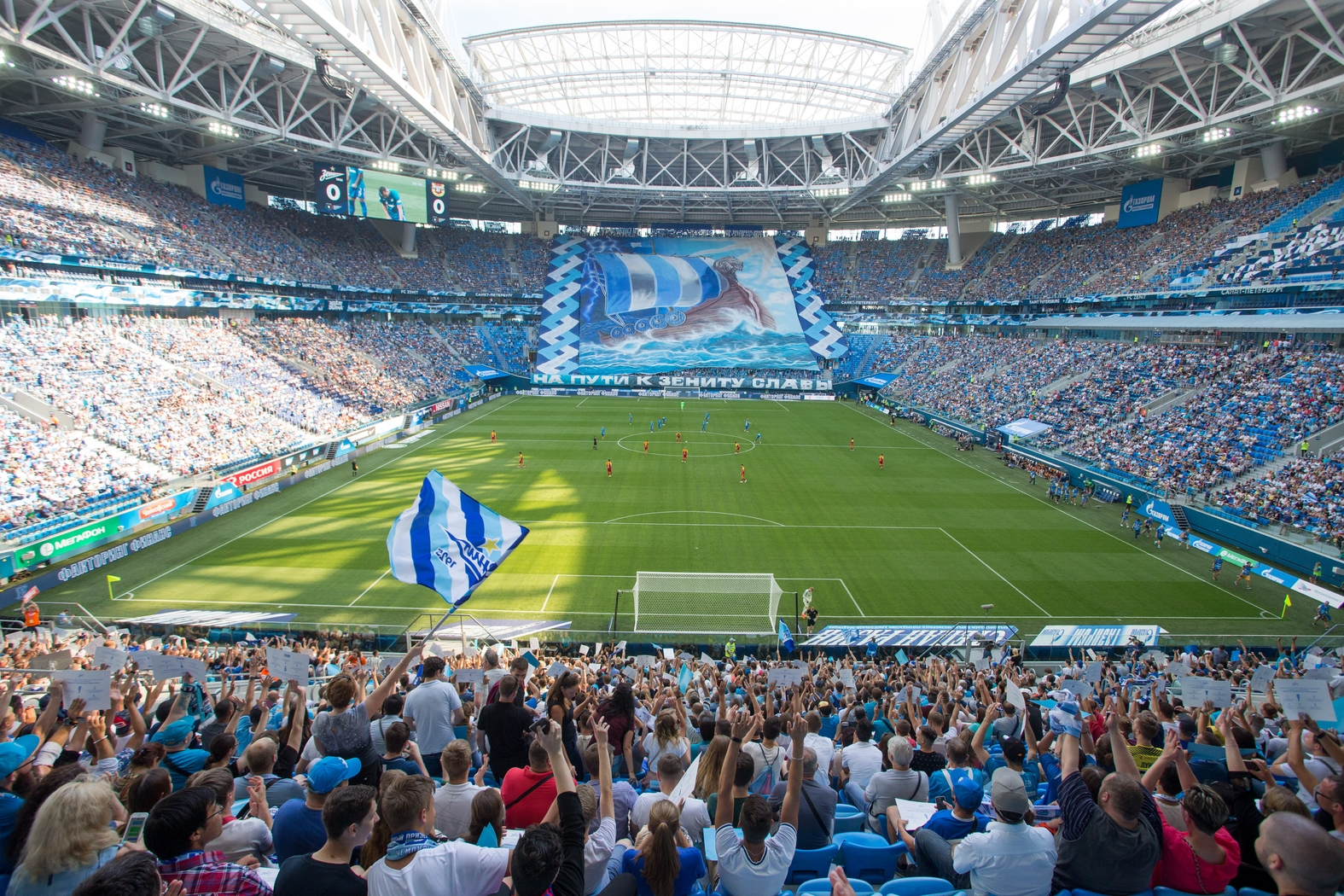
Interior del estadio antes de un partido del Zenit.

Los diseños para la construcción del estadio fueron presentados el 15 de noviembre de 2005 y varios arquitectos presentaron sus proyectos, entre ellos Gerkan, Marg und Partner o el portugués Tomás Taveira, responsable de varios estadios de la Euro 2004. Una comisión de expertos se decantó finalmente por la propuesta de Kishō Kurokawa, diseñador del Estadio Toyota en Japón.
El estadio fue planificado en diciembre de 2008, estaba prevista su inauguración en noviembre de 2012 pero finalmente fue en 2015. El nuevo estadio está siendo construido en la Isla Krestovsky, lugar en el cual se encontraba el antiguo Estadio S.M. Kirov, demolido en 2006.
En enero de 2009 el The St. Petersburg Times informó que los gastos de construcción del estadio serían sufragados por el gobierno de San Petersburgo, debido a que la compañía Gazprom, patrocinadora del estadio, se negó a seguir invirtiendo más dinero en el estadio.
El 13 de abril de 2017 la Unión de Fútbol de Rusia concedió la licencia al estadio para albergar partidos de la Liga Premier. El 22 de abril el Zenit disputó el primer partido oficial en el nuevo estadio en un encuentro de liga ante el Ural. El equipo petersburgués venció por dos goles a cero y el primer gol anotado fue de Branislav Ivanović en el minuto 86 de juego.

## Capacidad
Para la celebración de los partidos del Campeonato Mundial de Fútbol de 2018 la capacidad del estadio se incrementó hasta 64 468 espectadores.

## Servicios para espectadores
Los espectadores tendrán acceso a los siguientes servicios adicionales: 
- Apoyo informativo brindado por voluntarios
- Información (punto de registro de menores, punto para dejar los coches de niño, oficina de objetos perdidos).
- Consigna.
- Audioguías para las personas invidentes o con problemas de visión.

Además, las instalaciones están dotados de elevadores, rampas y torniquetes para los espectadores con movilidad reducida. Uno de los sectores de la gradería estás adaptado para personas con discapacidad.

### Acceso de personas con diversidad funcional
El estadio «San Petersburgo Arena» cuenta con 560 asientos para las personas con discapacidad, 266 de ellos — para personas con sillas de ruedas. Además, para los espectadores de movilidad reducida existen vestíbulos especiales, ascensores y rampas.

## Eventos
El Zenit Arena ha sido sede de tres grandes torneos de fútbol: Copa Confederaciones 2017, Copa del Mundo 2018 y Eurocopa 2020. Iba a ser sede, en 2022, de la final de la Liga de Campeones de la UEFA pero, debido a los problemas entre Rusia y Ucrania, en febrero de 2022 la UEFA decidió cambiar la sede al Stade de France.

### Copa FIFA Confederaciones 2017
- El Zenit Arena fue uno de los cuatro estadios elegidos para albergar encuentros de la Copa FIFA Confederaciones 2017.
| Fecha               | Selección #1  | Resultado | Selección #2  | Ronda                 | Espectadores |
| ------------------- | ------------- | --------- | ------------- | --------------------- | ------------ |
| 17 de junio de 2017 | Rusia         | 2–0       | Nueva Zelanda | Primera fase, Grupo A | 50 251       |
| 22 de junio de 2017 | Camerún       | 1–1       | Australia     | Primera fase, Grupo B | 35 021       |
| 24 de junio de 2017 | Nueva Zelanda | 0–4       | Portugal      | Primera fase, Grupo A | 56 290       |
| 2 de julio de 2017  | Chile         | 0–1       | Alemania      | Final                 | 57 298       |

### Copa Mundial de Fútbol de 2018

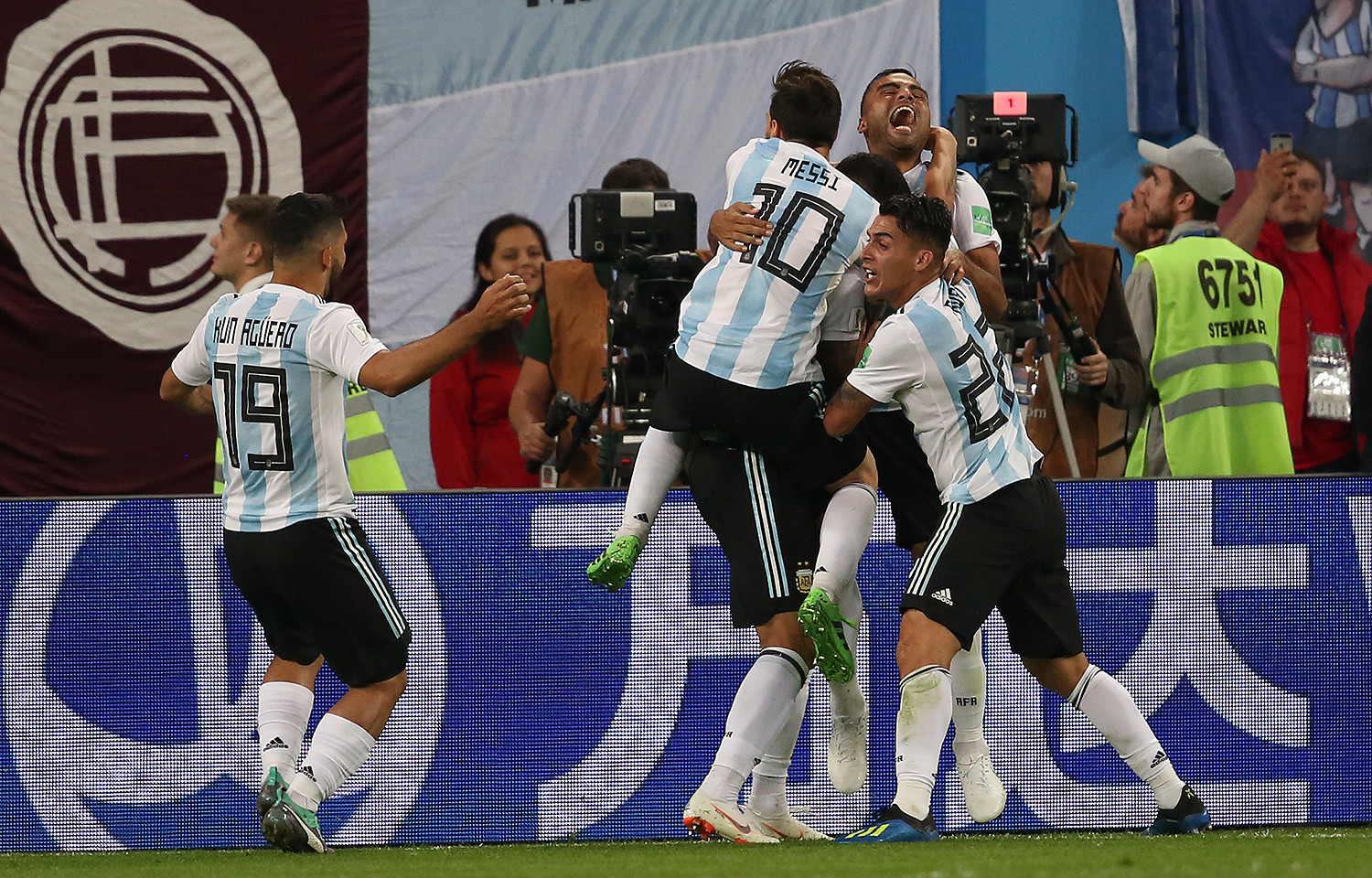
Marcos Rojo y sus compañeros festejan tras anotar el 2-1 ante.

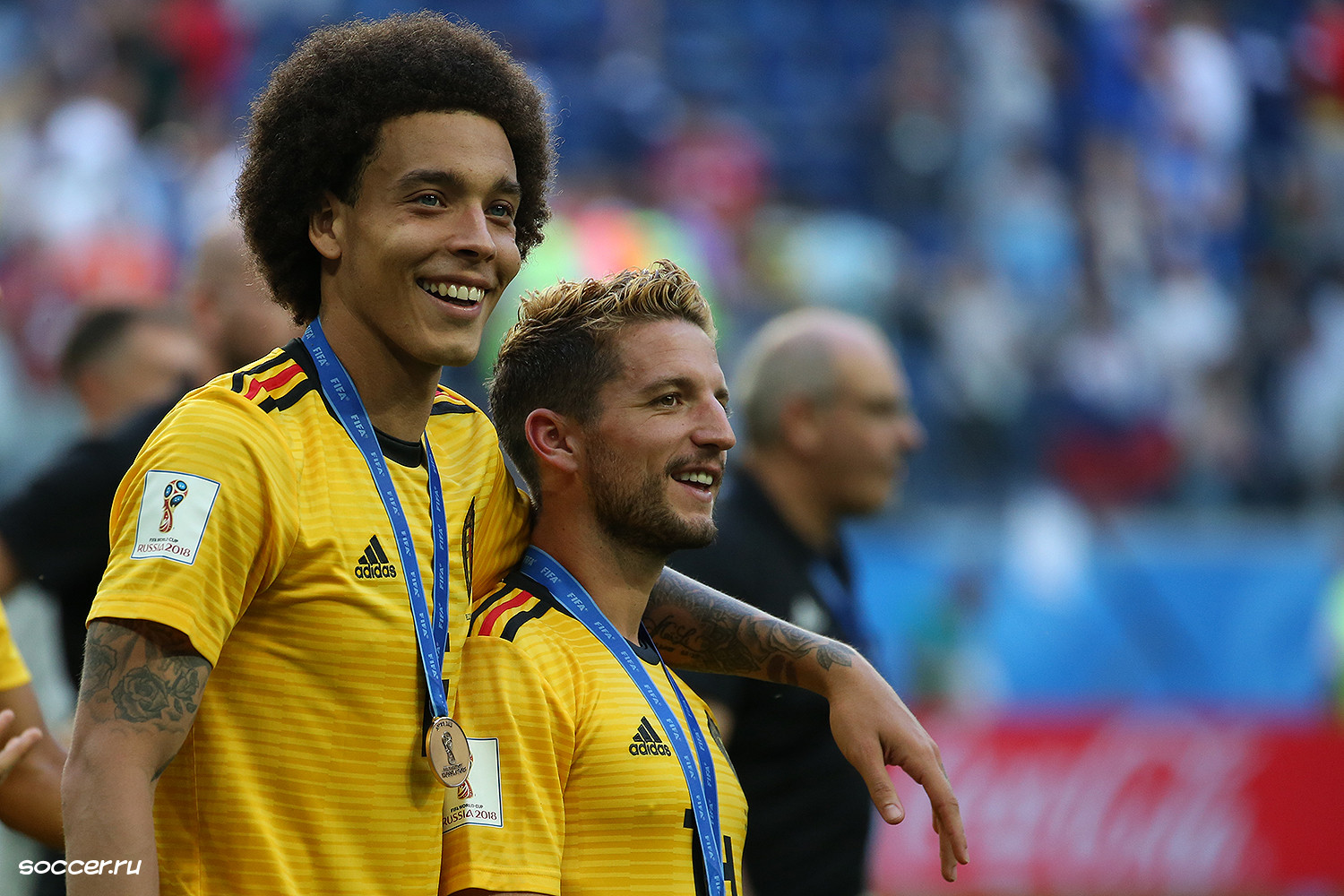
Los belgas Axel Witsel y Dries Mertens obtienen la medalla de bronce tras ganarle a.

- El Estadio Krestovski albergó siete partidos de la Copa Mundial de Fútbol de 2018:
| Fecha               | Selección #1 | Resultado | Selección #2 | Ronda                 | Espectadores |
| ------------------- | ------------ | --------- | ------------ | --------------------- | ------------ |
| 15 de junio de 2018 | Marruecos    | 0–1       | Irán         | Primera fase, Grupo B | 62 548       |
| 19 de junio de 2018 | Rusia        | 3–1       | Egipto       | Primera fase, Grupo A | 64 468       |
| 22 de junio de 2018 | Brasil       | 2–0       | Costa Rica   | Primera fase, Grupo E | 64 468       |
| 26 de junio de 2018 | Nigeria      | 1–2       | Argentina    | Primera fase, Grupo D | 64 468       |
| 3 de julio de 2018  | Suecia       | 1–0       | Suiza        | Octavos de final      | 64 042       |
| 10 de julio de 2018 | Francia      | 1–0       | Bélgica      | Semifinal             | 64 286       |
| 14 de julio de 2018 | Bélgica      | 2–0       | Inglaterra   | Tercer puesto         | 64 406       |

### Eurocopa 2020
- El Estadio Krestovski albergó cuatro partidos de la Eurocopa 2020, tres partidos del Grupo B y un partido de cuartos de final. El 23 de abril de 2021, el estadio recibió tres partidos adicionales de la fase de grupos del Grupo E tras la exclusión del Aviva Stadium de Dublín debido a la pandemia de COVID-19 en curso.
| Fecha               | Selección #1 | Resultado   | Selección #2 | Ronda                 | Espectadores |
| ------------------- | ------------ | ----------- | ------------ | --------------------- | ------------ |
| 12 de junio de 2021 | Bélgica      | 3–0         | Rusia        | Primera fase, Grupo B | 26 264       |
| 14 de junio de 2021 | Polonia      | 1–2         | Eslovaquia   | Primera fase, Grupo E | 12 862       |
| 16 de junio de 2021 | Finlandia    | 0–1         | Rusia        | Primera fase, Grupo B | 24 540       |
| 18 de junio de 2021 | Suecia       | 1–0         | Eslovaquia   | Primera fase, Grupo E | 11 525       |
| 21 de junio de 2021 | Finlandia    | 0–2         | Bélgica      | Primera fase, Grupo B | 18 545       |
| 23 de junio de 2021 | Suecia       | 3–2         | Polonia      | Primera fase, Grupo E | 14 252       |
| 2 de julio de 2021  | Suiza        | 1–1 (1-3 p) | España       | Cuartos de final      | 24 764       |

## Seguridad
Para los juegos del Mundial el recinto cumplirá con todos los requisitos de la FIFA relativos a la capacidad y la seguridad. El estadio está dotado con el sistema de videovigilancia y videoidentificación que permitirá identificar a los espectadores que tienen prohibido el acceso al recinto y a los infractores del orden público. Además, la instalación cuenta con el sistema de alarma, antiincendios y de extinción automática de incendios.